# Endroits où séjourna le Bouddha
Vous pouvez aider à l'améliorer ou bien discuter des problèmes sur sa page de discussion.
- Il ne cite pas suffisamment ses sources. Vous pouvez indiquer les passages à sourcer avec {{référence nécessaire}} ou {{Référence souhaitée}}, et inclure les références utiles en les liant aux notes de bas de page. (Marqué depuis mai 2025)
- Certaines informations devraient être mieux reliées aux sources mentionnées dans la bibliographie ou les liens externes. Améliorez sa vérifiabilité en les associant par des références. (Marqué depuis mai 2025)

- Archive Wikiwix
- Bing
- Cairn
- DuckDuckGo
- E. Universalis
- Gallica
- Google
- G. Books
- G. News
- G. Scholar
- Persée
- Qwant
- (zh) Baidu
- (ru) Yandex
- (wd) trouver des œuvres sur Wikidata

Si Gautama Bouddha c'est-à-dire le bouddha historique est né à Lumbini, au Népal, proche de la frontière avec l'Inde, il a cependant séjourné dans des lieux divers, sur le sous-continent indien, qui sont visités par des pèlerins à notre époque. Voici une liste non exhaustive des endroits où vécut l'Éveillé.
- Sāvatthī
- Rajgir
- Kosambi
- Vaisali
- Kapilavastu
- Ayodhya
- Sarnath
- Bodhgaya
- Mathura
- Mithila
- Pāṭaliputra

## Source
- A Dictionary of Buddhism par Damien Keown publié par Oxford University Press, voir les pages suivant le nom des lieux.